# Протасьев Угол
Протасьев Угол — село в Чучковском районе Рязанской области России, входит в состав Завидовского сельского поселения.

## Географическое положение
Село расположено в 7 км на юг от центра поселения села Завидово и в 18 км на юго-запад от райцентра посёлка Чучково.

## История
Село Протасьев Угол в качестве села с церковью Архистратига Божия Михаила с приделом Николая Чудотворца упоминается в окладных книгах 1676 года, где при той церкви земли показано 9 четвертей, сенных покосов на 100 копен. Земля и сенные покосы, замечено в окладных книгах, - боярская дача, а иных угодий нет. В приходе к той церкви 2 двора боярских, 4 двора боярских задворных слуг, 62 двора крестьянских, 9 дворов бобыльских, 2 двора вдовьих, и всего 81 двор. Построение вместо Архангельской Спасской церкви с приделами Архангельским и Никольским относится к первой половине XVIII столетия. Приделы были освящены по храмосвятной грамоте, данной 27 октября 1745 г. архимандритом Рязанского Духова монастыря Геннадием. О построении вместо деревянной каменной церкви в честь «Нерукотвореного образа Христа Спасителя» с приделами Смоленским и Архангельским села Протасьева Угла помещиком, надворным советником Федором Михайловичем Протасьевым подано епархиальному начальству прошение в мае 1792 г., а в августе 1799 г. храмостроитель просил об освящении новопостроенной церкви. В 1875 г. придельные храмы были возобновлены и освящены благочинным села Путятина священником Иоанном Озерским, а в 1880 г. возобновлена была и настоящая церковь и освящена села Глебова священником И. Карташевым..
В XIX — начале XX века село входило в состав Остро-Пластиковской волости Сапожковского уезда Рязанской губернии. 
С 1929 года село являлось центром Протасьево-Углянский сельсовета Чучковского района Рязанского округа Московской области, с 1937 года — в составе Рязанской области, с 2005 года — в составе Завидовского сельского поселения.
До 2011 года в селе действовала Прот-Углянская начальная общеобразовательная школа.

## Население
| 1859 | 1981 | 2010 |
| ---- | ---- | ---- |
| 194  | ↘160 | ↗196 |

## Инфраструктура
В селе имеются дом культуры, фельдшерско-акушерский пункт, отделение почтовой связи.

## Достопримечательности
В селе расположена недействующая Церковь Спаса Нерукотворного Образа (1799).